# آنا فيبي
آنا فيبي (بالإنجليزية: Anna Phoebe)‏ هي عازفة كمان بريطانية، ولدت في 18 فبراير 1981 في ألمانيا.

## وصلات خارجية
- الموقع الرسمي
- آنا فيبي على موقع ميوزك برينز (الإنجليزية)
- آنا فيبي على موقع أول ميوزيك (الإنجليزية)
- آنا فيبي على موقع ديسكوغز (الإنجليزية)